# Max Natmessnig
Max Natmessnig (* 1988 in Wien) ist ein österreichischer Koch.

## Werdegang
Nach der Matura absolvierte Natmessnig ein Praktikum im L'Auberge de L'Ile de Barbe in Lyon. Dann kochte er im Steirereck bei Heinz Reitbauer in Wien und im Restaurant Oud Sluis bei Sergio Herman.
Natmessnig ging nach New York zum Restaurant The Nomad zu Daniel Humm. Hier lernte er seine US-amerikanische Frau Bekah Roberts kennen. Im Restaurant Chef’s Table at Brooklyn Fare bei Küchenchef César Ramirez in New York bot ihm der Betreiber des Hotels Rote Wand in Lech am Arlberg den Posten als Küchenchef an. Im Juni 2017 wurde Natmessnig Küchenchef im Restaurant Chef’s Table im Hotel Rote Wand in Lech am Arlberg. im November 2021 wurde er als Koch des Jahres 2022 von Gault-Millau ausgezeichnet. Im April 2022 kündigte er an, er werde das Chef’s Table Ende des Sommers verlassen, um dort zu kochen, wo der Guide Michelin seine Sternebewertungen abgibt – in Österreich nur in Wien und Salzburg.
Ab Oktober 2022 war er Küchenchef im Restaurant Alois im Dallmayr in München, das 2023 mit zwei Michelinsternen ausgezeichnet wurde.
Ende September 2023 wurde Natmessnig Co-Küchenchef des Chef's Table at Brooklyn Fare in New York (drei Michelinsterne).

## Auszeichnungen
- 2018: 18 Punkte von Gault-Millau[11] für das Restaurant Chef’s Table in Lech am Arlberg
- 2022: Koch des Jahres von Gault-Millau[2]
- 2023: zwei Michelinsterne für das Alois in München[8]